# Pôle métropolitain Caen Normandie Métropole
 (août 2019).
Si vous disposez d'ouvrages ou d'articles de référence ou si vous connaissez des sites web de qualité traitant du thème abordé ici, merci de compléter l'article en donnant les références utiles à sa vérifiabilité et en les liant à la section « Notes et références ».
Le pôle métropolitain Caen Normandie Métropole est un pôle métropolitain situé en région Normandie autour de la ville de Caen. Depuis 2023 et la scission ayant entrainé la création du Pôle métropolitain Réseau Ouest Normand, il regroupe 6 établissements publics de coopération intercommunale (EPCI) situés dans le département du Calvados.

## Composition

### Composition au1erjanvier 2022
En 2022, le pôle regroupait 24 EPCI situés dans les départements du Calvados, de la Manche, de l'Orne.
| Intercommunalité                  | Nombre de communes | Population (dernière pop. légale) | Superficie (km2) | Densité (hab./km2) |
| --------------------------------- | ------------------ | --------------------------------- | ---------------- | ------------------ |
| CA du Cotentin                    | 129                | 178 020                           | 1 439,40         | 124                |
| Flers Agglo                       | 42                 | 52 946                            | 567,70           | 93                 |
| CA Lisieux Normandie              | 53                 | 72 812                            | 951,60           | 77                 |
| CA Mont-Saint-Michel-Normandie    | 95                 | 87 417                            | 1 543,90         | 57                 |
| Saint-Lô Agglo                    | 61                 | 76 653                            | 819,90           | 94                 |
| CC Argentan Intercom              | 49                 | 33 237                            | 715,10           | 47                 |
| CC Cingal-Suisse Normande         | 42                 | 24 819                            | 387,80           | 64                 |
| CC Cœur de Nacre                  | 12                 | 23 951                            | 60,60            | 395                |
| CC Coutances Mer et Bocage        | 48                 | 47 729                            | 643,0            | 74                 |
| CC de Bayeux Intercom             | 36                 | 29 919                            | 199,0            | 150                |
| CC de Granville, Terre et Mer     | 32                 | 44 842                            | 282,80           | 159                |
| CC de la Baie du Cotentin         | 23                 | 23 077                            | 445,0            | 52                 |
| CC Villedieu Intercom             | 27                 | 15 663                            | 293,90           | 53                 |
| CC Domfront Tinchebray Interco    | 15                 | 15 805                            | 366,90           | 43                 |
| CC du Pays de Falaise             | 58                 | 27 418                            | 488,40           | 56                 |
| CC du Pays de Honfleur-Beuzeville | 23                 | 27 116                            | 194,20           | 140                |
| CC Intercom de la Vire au Noireau | 17                 | 46 235                            | 789,0            | 59                 |
| CC Isigny-Omaha Intercom          | 59                 | 26 414                            | 581,70           | 45                 |
| CC Normandie-Cabourg-Pays d'Auge  | 38                 | 31 566                            | 276,40           | 114                |
| CC Terre d'Auge                   | 44                 | 19 569                            | 323,60           | 61                 |
| CC Val ès dunes                   | 18                 | 18 851                            | 165,80           | 114                |
| CC Vallées de l'Orne et de l'Odon | 22                 | 26 436                            | 130,20           | 203                |
| Caen la Mer                       | 48                 | 274 685                           | 362,90           | 757                |
| CU d'Alençon                      | 31                 | 55 435                            | 461,70           | 120                |

### Composition au1erjanvier 2023
À la suite de la création du pôle métropolitain Réseau Ouest Normand au 1er janvier 2023, le nombre d'intercommunalités passe de 24 à 6.
| Intercommunalité                  | Nombre de communes | Population (dernière pop. légale) | Superficie (km2) | Densité (hab./km2) |
| --------------------------------- | ------------------ | --------------------------------- | ---------------- | ------------------ |
| CC Cingal-Suisse Normande         | 42                 | 24 819                            | 387,80           | 64                 |
| CC Cœur de Nacre                  | 12                 | 23 951                            | 60,60            | 395                |
| CC du Pays de Falaise             | 58                 | 27 418                            | 488,40           | 56                 |
| CC Val ès dunes                   | 18                 | 18 851                            | 165,80           | 114                |
| CC Vallées de l'Orne et de l'Odon | 22                 | 26 436                            | 130,20           | 203                |
| Caen la Mer                       | 48                 | 274 685                           | 362,90           | 757                |